# 米歇尔巴赫 (奥地利)
米歇尔巴赫（德語：Michelbach）是奥地利下奥地利州圣帕尔滕兰县的一个市镇。总面积24.95平方公里，总人口905人，人口密度36.3人/平方公里（2005年）。